# Widerøe
Widerøe's Flyveselskap AS tên thương hiệu Widerøe, là một hãng hàng không khu vực hoạt động ở Na Uy. Đội tàu bay của hãng bao gồm 42 chiếc máy bay Bombardier Dash 8 (39-78 chỗ ngồi), phục vụ 41 điểm đến nội địa và 6 điểm đến quốc tế. Đây là hãng hàng không khu vực lớn nhất trong các nước Bắc Âu, Wideröe có doanh thu 2,9 tỷ NOK, 2,93 triệu lượt khách hàng năm, 1.500 nhân viên và làm cho 400 lượt chuyến bay cất và hạ cánh mỗi ngày. Các dịch vụ theo nghĩa vụ dịch vụ công cộng (PSO) với Bộ Giao thông Vận tải của Na Uy đối với mạng lưới sân bay khu vực chiếm hơi ít hơn một nửa trong số các hoạt động của Widerøe. Các dịch vụ còn lại bao gồm các dịch vụ bay trên các sân bay chính ở miền Bắc Na Uy, và các dịch vụ từ Sân bay Sandefjord, Torp đến các sân bay chính khác, và một số các dịch vụ quốc tế từ Oslo / Gardermoen, Sandefjord / Torp, Kristiansand / Kjevik, Stavanger / Sola, Bergen / Flesland và Trondheim / Vaernes.
Công ty có trụ sở chính tại Bodø, mặc dù hãng vẫn giữ được một trung tâm hành chính lớn trong Lysaker. Các căn cứ hoạt động chủ yếu là sân bay Sandefjord, Torp, sân bay Bodø, sân bay Tromsø, sân bay Bergen, sân bay Flesland và sân bay Oslo, Gardermoen. Hoạt động của Widerœe đang tập trung vào vận chuyển điểm-đến-điểm, mặc dù hãng này về cơ bản cung ứng các tuyến bay tầm trung và tuyến quốc tế tại các cơ sở. Wideröe giữ thỏa thuận interlining và tham gia EuroBonus cho chuyến bay quốc tế.

## Đội tàu bay

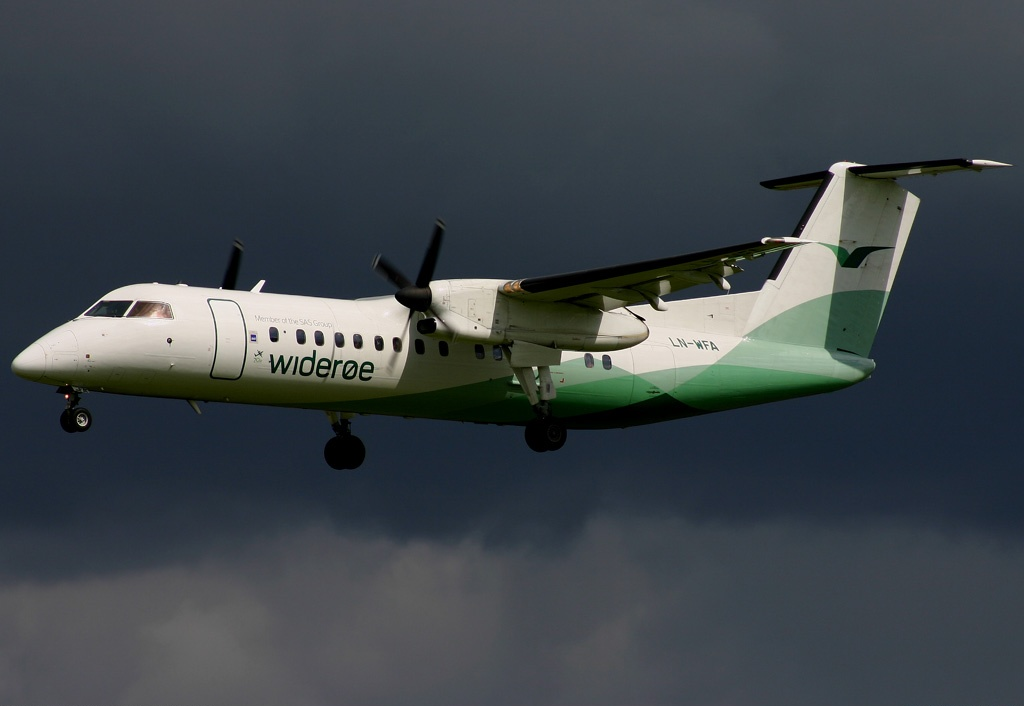
Dash 8-311 at Manchester Airport

Từ năm 2000, hãng này đã vận hành một đội tàu bay chỉ gồm các máy bay de Havilland Canada/Bombardier Dash 8. Thời điểm năm 2012, Widerøe là hãng hàng không duy nhất và đầu tiên trên thế giới vận hành mỗi phiên bản Dash 8 một cách đồng thời, và là mộy trong vài hãng hàng không từng vận hành tất cả các phiên bản Dash 8, cũng như các phiên bản cũ hơn DHC-6 Twin Otter và Dash 7. Năm 2008, Widerøe là hãng hàng không vận hành lớn thứ ba thế giới đối với -100-series, sau Piedmont Airlines và Jazz. Thời điểm tháng 1 năm 2014, đội tàu bay Widerøe bao gồm các tàu bay sau: